# Snowflake (альбом)
Snowflake (с англ. — «Снежинка») — третий мини-альбом южнокорейской гёрл-группы GFriend. Он был выпущен лейблом Source Music  25 января 2016 года и распространен LOEN Entertainment. Альбом содержит пять песен, в том числе сингл «Rough», и два инструментальных трека. Альбом дебютировал на втором месте в чарте Gaon Album и был продан в количестве более 33 000 экземпляров. GFriend продвигали альбом с серией телевизионных живых выступлений на музыкальных шоу Южной Кореи, выиграв в общей сложности 15 музыкальных наград. «Rough» также был коммерчески успешным, возглавляя цифровой чарт Gaon и был распродан в количестве более миллиона цифровых загрузок. В музыкальном плане альбом похож по стилю на K-pop конца 1990-х и 2000-х годов.

## Релиз и промоушен
Третий мини-альбом GFriend был долгожданным после того, как группа выиграла «Rookie of the Year» на премии Golden Disk Awards и « Best New Female Artist» на MelOn Music Awards за свои хитовые синглы «Glass Bead» и «Me Gustas Tu». Название альбома, Snowflake и трек-лист были опубликованы 14 января 2016 года. Он был выпущен 25 января, как на CD, так и в цифровом формате. Ведущий сингл, «Rough», является заключительной песней из «школьной серии» группы и представляет собой конец учебного года. Они сохранили свою «мощно-невинную» концепцию, нося школьную форму и демонстрируя «идеально синхронизированную жестокую и мощную хореографию». Сопровождающее музыкальное видео для «Rough» было вдохновлено аниме-фильмом Девочка, покорившая время.
Через несколько часов после выхода альбома группа провела шрукейс в AX Korea в районе Кванджин, которая транслировалась в прямом эфире через приложение Naver'S V. Они впервые исполнили песни с альбома на шоукейсе. Затем группа продвигала альбом с выступлениями на различных музыкальных шоу, начиная с The Show 26 января. На второй неделе их продвижения песня заняла первое место на каждом музыкальном шоу с системой диаграмм. К 28 февраля «Rough» выиграл в общей сложности 15 трофеев музыкального шоу, в том числе «тройная корона» на M! Countdown, Music Bank, Show Champion, Inkigayo. С этими победами GFriend находятся на втором месте по количеству побед женской группы за одну песню, за 17 победами A Pink с песней «Luv».

## Композиции
Альбом открывается драматическим вступительным треком «Snowflake». Ведущий сингл, «Rough», — это танцевальная песня, описанная как «лирическая, запоминающаяся и мелодичная» с «мощными битами и эмоциональной лирикой. Его корейское название буквально переводится как «бег во времени», а тексты песен посвящены желанию девушки бегать во времени и расти, чтобы она могла быть с тем, кого любит.. «Say My Name» включает барабаны, акустическую гитару и синтезаторные риффы. «Luv Star» средний по темпу музыки струнного инструментария и «Someday» был описан как энергичные подбадривания песня. «Trust» — это поп-баллада среднего темпа, которая изображает историю любви застенчивой, но серьезной девушки. «Rough» и «Say My Name» были написаны Iggy и Со Ён-Бэ, которые также написали оба предыдущих сингла GFriend. Со Ён-Бэ является внутренним продюсером Rainbow Bridge World.

## Приём
Альбом вошел в недельный альбомный чарт Gaon под номером два, продав 11,165 физических копий за одну неделю. Он также был десятым в чарте Billboard World Albums. По состоянию на июнь 2016 года было продано более 33 000 копий. Все пять песен с альбома попали в цифровой чарт Gaon, а «Rough» занял первое место на третьей неделе релиза. «Rough» продал более 1,2 миллиона цифровых загрузок по состоянию на май 2016 года. В течение января музыкальное видео для «Rough» было третьим самым популярным музыкальным видео K-pop в мире.
Вон Хо Чжун из The Korea Herald сказал, что музыкальный стиль альбома похож на K-pop с конца 1990-х и 2000-х годов и может понравиться поклонникам, которые все еще хотят старого стиля классических корейских поп-идолов. Вон описал «Rough» и «Say My Name» как мощный и драматичный, а «Luv Star» и «Someday», как очаровательные и сладкие. В целом, Вон сказал, что альбом демонстрирует потенциал GFriend, чтобы выйти за рамки школьной концепции и сделать что-то интересное самостоятельно, в результате чего классические гёрл-группы 21-го века.

## Трек-лист
| №                   | Название                                                 | Текст песни         | Музыка                    | Arrangement         | Длительность |
| ------------------- | -------------------------------------------------------- | ------------------- | ------------------------- | ------------------- | ------------ |
| 1.                  | «Snowflake» (Intro)                                      |                     | Hong Beom-gyu Kim Woong   | Hong Kim            | 1:16         |
| 2.                  | «Rough» (кор. 시간을 달려서)                             | Iggy Seo Yong-bae   | Iggy Seo                  | Iggy Seo            | 3:29         |
| 3.                  | «Say My Name» (내 이름을 불러줘; Nae Ireumeul Bulleojwo) | Iggy Seo            | Iggy Seo                  | Iggy Seo            | 3:08         |
| 4.                  | «Luv Star» (사랑별; Sarangbyeol)                         | E.ONE               | E.ONE                     | E.ONE Jo Jae-seok   | 3:08         |
| 5.                  | «Someday» (그런 날엔; Geureon Naren)                     | Heuk Tae            | Heuk Tae Jun Ta Park Chan | Heuk Tae Park Chan  | 3:37         |
| 6.                  | «Trust»                                                  | No Ju-hwan          | No Lee Won-jong           | No Lee              | 3:35         |
| 7.                  | «Rough» (Instrumental)                                   |                     | Iggy Seo                  | Iggy Seo            | 3:29         |
| Общая длительность: | Общая длительность:                                      | Общая длительность: | Общая длительность:       | Общая длительность: | 21:42        |

## Чарты
| Чарты                   | Высшая позиция |
| ----------------------- | -------------- |
| Республика Корея (Gaon) | 2              |
| США (Billboard)         | 10             |

| Чарты                   | Высшая позиция |
| ----------------------- | -------------- |
| Республика Корея (Gaon) | 7              |

| Провайдер (2016)        | Сумма   |
| ----------------------- | ------- |
| Gaon физические продажи | 37,744+ |